# Alexander Porter
Alexander Porter (ur. 13 maja 1996 w Adelaide) – australijski kolarz torowy, brązowy medalista olimpijski i trzykrotny medalista mistrzostw świata.

## Kariera
Wystartował na mistrzostwach świata w Londynie w 2016 roku (Porter startował tylko w rundach kwalifikacyjnych), gdzie reprezentacja Australii w składzie: Sam Welsford, Michael Hepburn, Callum Scotson, Miles Scotson, Alexander Porter i Luke Davison zdobyła złoty medal w drużynowym wyścigu na dochodzenie. W tej samej konkurencji zdobył też złote medale na mistrzostwach świata w Hongkongu (2017) i mistrzostwach świata w Pruszkowie (2019) oraz igrzyskach Wspólnoty Narodów w Gold Coast (2018). Brał również udział w igrzyskach olimpijskich w Tokio, gdzie Australijczycy zdobyli brązowy medal w wyścigu drużynowym.
Zdobył też złoty medal w drużynowym wyścigu na dochodzenie podczas mistrzostw świata juniorów w 2014 roku.